# شهروز رشید
شهروز رشید (زاده ۱۰ اردیبهشت ۱۳۳۹ - درگذشته ۱۳ اسفند ۱۳۹۷) شاعر، برگردان، و نویسنده ایرانی بود. او پرورش‌یافته فضای ادبی فارسی‌زبان خارج از ایران بود و با چیرگی بر ادبیات تبعید ایران، یکی از منتقدان کارکشته آن به‌شمار می‌رفت. وی با وجود زندگی در خارج از ایران برای زمان طولانی، همیشه به زبان فارسی و ادبیات ایران، علاقه‌مند بود.

## آغاز زندگی
شهروز رشید ۱۰ اردیبهشت ۱۳۳۹ در دشت مغان در نزدیکی شهر فارس‌آباد در استان اردبیل زاده شد. او از طایفه «خامسلو» یکی از طوایف شاهسون‌ها بود. دوران دبستان را در روستای زادگاه خود گذراند و برای دوره راهنمایی به اردبیل رفت. او سرودن شعر را از دوران دبیرستان آغاز کرد. کتاب شعر در آب در شولا که در سال ۱۳۶۳ (خورشیدی) در خارج از ایران چاپ شد سروده‌های او در دوران زندگی او در ایران هستند.

## کنش سیاسی

### در ایران
شهروز رشید در نوجوانی به تشکیلات «راه کارگر» پیوست. با پیروزی انقلاب ۱۳۵۷ ایران ترک تحصیل کرد و دیپلم نگرفت. او به ادبیات علاقه بسیار داشت و کتاب‌های مذهبی و سیاسی مانند کتاب‌های علی شریعتی را می‌خواند. با این حال، هرگز به مذهب نزدیک نشد و به اندیشه‌های غیردینی چپ گرایش پیدا کرد. با وجود سرکوب‌های سال ۱۳۶۰ (خورشیدی) همچنان می‌خواست در ایران بماند. در این دوره، برای گذران زندگی به کارهای گوناگونی مانند کار در کارگاه‌های ساخت ترازو یا ساخت در و پنجره روی آورد. رشید سپس مدتی به تبریز و سپس به تهران رفت و به کار تشکیلاتی خود مانند شرکت در نشست‌های سیاسی و پخش اعلامیه ادامه داد.

### خروج از ایران
با افزایش سرکوب و زندان و اعدام، در بهمن ۱۳۶۲ ایران را ترک کرد. شهروز از مرز زمینی به ترکیه رفت. در آنجا دستگیر شد و بیست روز در زندان شهر قارص زندانی شد. در آنجا تهدید به بازگرداندن به ایران شد. اما پس از آزادی از زندان به استانبول رفت. در آنجا با درخواست پناهندگی به آلمان رفت. رشید در آلمان در نشست‌های کانون پناهندگان سیاسی ایرانی در برلین شرکت می‌کرد. سخنرانی او به نام «خاوران و شعر» دربارهٔ کشتار سیاسی دهه شصت بود. از آخرین کنش‌های او در این زمینه، برگزاری مراسم بیستمین سالگرد قتل‌های زنجیره‌ای ایران بود که با حضور پرستو فروهر در دسامبر ۲۰۱۸ در برلین برگزار شد.

## کنش ادبی
شهروز رشید همزمان با کنش سیاسی، به کنش ادبی و فرهنگی نیز می‌پرداخت. او عضو کانون نویسندگان ایران در تبعید و همچنین دبیر بین‌المللی انجمن قلم ایران (درتبعید) بود.
او کارگاه‌هایی در زمینه «نوشتن خلاق» در برلین و برخی دیگر از شهرهای اروپا مانند استکهلم برگزار کرد. همچنین در نشست‌هایی دربارهٔ رابطه دین و شعر، سخنرانی می‌کرد.

## مرگ
شهروز رشید در ۱۳ اسفند ۱۳۹۷ پس از یک دوره بیماری در برلین آلمان درگذشت.

## نوشته‌ها

### شعر
- در آب در شولا (۱۳۶۳)
- بادبادک‌ها (۱۳۶۸)
- از خاطره‌ها و گریز (۱۳۷۲)
- دایره‌ها و هرگز (۱۳۷۴)
- سوره گل سرخ (۱۳۷۵)
- کتاب هرگز (۱۳۷۶)
- مرثیه‌های برلینی (۱۳۷۸)
- کتاب هرگز (۱۳۸۳) گزیده‌ای از اشعار شهروز رشید، نشر دات، در ایران
- بازگشت پسرگم شده (۱۳۹۱)
- اینجا ایران است به همراه اشعار ۲۷ شاعر ایرانی دیگر ساکن آلمان (به زبان آلمانی)

### کتاب
مرثیه‌ای برای شکسپیر داستانی است که در اوایل دهه ۱۳۸۰ (خورشیدی) در مجله آفتاب در نروژ چاپ شده‌است. در سال ۱۳۸۵ (خورشیدی) این داستان به همراه چند داستان دیگر به صورت کتاب در آلمان چاپ شدند. منوچهر رادین این داستان را به شکل تئاتر، کارگردانی کرد.

### برگردان
- اخگر نوشته شاندور مارائی
- قدم زدن نوشته توماس برنهارت
- یادداشت‌های زیرزمینی نوشته فیودور داستایفسکی
- داستان بعدی نوشته سیس نوتبوم
- چند مقاله ادبی مانند داستایفسکی شیطان و ایدئولوگ نوشته اکتاویو پاز
- ناگهان در دل جنگل نوشته عاموس عوز. این داستان به عنوان بخشی از کتاب داستان‌های آلمانی در ایران چاپ شد. ناگهان در دل جنگل تنها کتاب عاموس عوز اهل اسرائیل است که در ایران منتشر شده‌است.[۱]

### نقد ادبی
شهروز رشید پژوهش‌های بسیاری دربارهٔ نظامی گنجوی داشته‌است. او باور داشت که «مخزن‌الاسرار مانیفست ادبی نظامی گنجوی» است.

### مقاله‌ها
- مهلتی بایست تا خون شیر شد! (نگاهی به بوف کور)
- خوانشی از قصه بلند 'نماز میت' نوشته رضا دانشور